# Sally4Ever
Sally4Ever ou Sally pour toujours au Québec, est une série télévisée britannique en sept épisodes d'environ 32 minutes créée par Julia Davis et diffusée entre le 25 octobre et le 6 décembre 2018 sur Sky Atlantic (en) et aux États-Unis à partir du 11 novembre 2018 sur HBO,,.
Au Québec, la série a été diffusée à partir de janvier 2019 à Super Écran. Elle reste inédite dans les autres pays francophones.

## Fiche technique
- Titre français : Sally4Ever
- Réalisation et Scénario : Julia Davis
- Pays d'origine : Royaume-Uni
- Genre : comédie
- Date de première diffusion : 25 octobre 2018
- Classification : Interdit aux moins de 16 ans en France

## Distribution

### Acteurs principaux
- Julian Barratt (VF : Pierre Tessier) : Nigel
- Julia Davis (VF : Marie Chevalot) : Emma
- Felicity Montagu (en) (VF : Marie-Laure Dougnac) : Eleanor
- Catherine Shepherd (VF : Laurence Sacquet) : Sally
- Steve Oram (en) (VF : Fabien Jacquelin) : Mick (6 épisodes)
- Alex Macqueen (VF : Olivier Chauvel) : David (5 épisodes)
- Jane Stanness (VF : Véronique Augereau) : Deborah (5 épisodes)

### Invités
- Lena Headey : elle-même (épisode 4)
- Joanna Scanlan : Stella (épisode 4)
- Mark Gatiss : Docteur (épisodes 5 et 7)
- Sean Bean : lui-même (épisode 7)